# Diopsis confusa
Diopsis confusa är en tvåvingeart som beskrevs av Christian Rudolph Wilhelm Wiedemann 1830. Diopsis confusa ingår i släktet Diopsis och familjen Diopsidae. Inga underarter finns listade i Catalogue of Life.